# Jewgeni Sennikow
Jewgeni Sennikow (russisch Евгений Сенников, wiss. Transliteration Evgenij Sennikov; * 6. November 1974 in Tomsk) ist ein ehemaliger russischer Freestyle-Skier. Er startete in den Buckelpisten-Disziplinen Moguls und Dual Moguls.

## Werdegang
Sennikow nahm von 1992 bis 2003 an 26 Weltcups teil. Dabei erreichte er in der Saison 1996/97 in La Plagne mit dem fünften Platz im Dual Moguls seine beste Platzierung und zum Saisonende mit dem 18. Platz im Moguls-Weltcup sowie mit dem 14. Rang im Dual-Moguls-Weltcup seine besten Gesamtergebnisse. Bei den Weltmeisterschaften 1993 in Altenmarkt-Zauchensee kam er auf den 63. Platz und bei den Weltmeisterschaften 1997 im Iizuna Kōgen Sukī-jō auf den 15. Rang im Moguls-Wettbewerb. Bei seiner einzigen Teilnahme an Olympischen Winterspielen im Februar 1998 in Nagano errang er den 24. Platz im Moguls. Bei den Weltmeisterschaften 1999 in Meiringen-Hasliberg belegte er den 32. Platz im Moguls sowie den neunten Rang im Dual Moguls und bei den Weltmeisterschaften 2001 in Whistler den 26. Platz im Moguls-Wettbewerb. Zudem startete er von 1996 bis 2003 im Europacup und kam dabei siebenmal aufs Podest, darunter zwei erste Plätze.

## Erfolge

### Olympische Spiele
- 1998 Nagano: 24. Platz Moguls

### Weltmeisterschaften
- 1993 Altenmarkt: 63. Platz Moguls
- 1997 Iizuna Kōgen: 15. Platz Moguls
- 1999 Meiringen-Hasliberg: 9. Platz Dual Moguls, 32. Platz Moguls
- 2001 Whistler: 26. Platz Moguls

## Weltcup-Gesamtplatzierungen
Sennikow nahm an 26 Weltcups teil und erreichte sechs Top-Zehn-Platzierungen.
| Saison    | Gesamt | Gesamt | Moguls | Moguls | Dual Moguls | Dual Moguls |
| Saison    | Punkte | Platz  | Punkte | Platz  | Punkte      | Platz       |
| --------- | ------ | ------ | ------ | ------ | ----------- | ----------- |
| 1996/97   | 41     | 54.    | 164    | 18.    | 196         | 14.         |
| 1997/98   | 40     | 56.    | 200    | 21.    | -           | -           |
| 1999/2000 | 6      | 77.    | 24     | 45.    | -           | -           |

### Europacup
- 7 Podestplätze, darunter zwei Siege